# Icklesham
Icklesham ist ein Dorf und ein Civil Parish (Gemeinde) in der Grafschaft East Sussex im Südosten Englands.
Zur Gemeinde Icklesham gehören Icklesham, Winchelsea, Winchelsea Beach und Rye Harbour. In der Gemeinde, die zum Rother District gehört, lebten im Jahr 2011 2.751 Einwohner auf einer Fläche von 23,5 km².